# Scheels Hospital
Scheels Hospital er en fredet bygning over for kirken i Herfølge i  Køge Kommune på Østsjælland. 
Godsejer Christen Skeel på Vallø Slot (1603- 1659)  bestemte i 1641, at der i Herfølge skulle oprettes en skole og et "hospital" for godsets undergivne. Det lå  gennem tiden i forskellige bygninger omkring kirken i Herfølge.  den nuværende bygning blev opført i 1720'erne og fungerede som skiftevis hospital, fattighus, lemmestiftelse, fattiggård og plejehjem til 1979, hvor det blev omdannet til boliger.